# Paul Kehoe
Paul Kehoe (ur. 11 stycznia 1973 w Bree w hrabstwie Wexford) – irlandzki polityk i rolnik, działacz Fine Gael, parlamentarzysta, w latach 2011–2020 minister stanu.

## Życiorys
Z zawodu rolnik, absolwent szkoły rolniczej Kildalton Agricultural College. Był członkiem klubu sportowego z Ballyhogue zrzeszonego w GAA. Zaangażował się w działalność polityczną w ramach Fine Gael. W wyborach w 2002 po raz pierwszy uzyskał mandat posła do Dáil Éireann. Do niższej izby irlandzkiego parlamentu z powodzeniem ubiegał się o reelekcję w kolejnych wyborach w 2007, 2011, 2016 i 2020. Obejmował niższe stanowiska rządowe w gabinetach, którymi kierowali Enda Kenny i Leo Varadkar. Od marca 2011 do maja 2016 był ministrem stanu w departamencie obrony i przy premierze (z funkcją government chief whip). Następnie został ministrem stanu w departamencie obrony, przy czym w czerwcu 2017 powrócił też na stanowisko ministra stanu przy premierze. Zakończył urzędowanie w czerwcu 2020.